# Topolino, Pippo e Paperino cacciatori di balene
Topolino, Pippo e Paperino cacciatori di balene (The Whalers) è un film del 1938 diretto da David Hand e Dick Huemer. È un cortometraggio d'animazione della serie Mickey Mouse, distribuito negli Stati Uniti dalla RKO Radio Pictures il 19 agosto 1938. È stato distribuito anche coi titoli Il baleniere e A caccia di balene, e nel 1978 è stato inserito, privo dei titoli di testa e di coda, nel film di montaggio Buon compleanno Topolino. In quell'occasione Paperino e Pippo vennero rispettivamente doppiati da Claudio Sorrentino e Giuliano Persico.

## Trama
Topolino, Pippo e Paperino sono su una baleniera in cerca di balene. Topolino cerca più volte di lanciare un secchio d'acqua dalla nave, ma l'acqua continua a tornare indietro come un boomerang. Nel frattempo Paperino e Pippo avvistano una balena; Pippo si sforza di sparare un arpione, ma purtroppo atterra dentro la bocca della balena passando per lo sfiatatoio. Paperino cerca di venire in suo soccorso. Pippo riesce a uscire dalla bocca della balena, ed essa comincia a inseguire Paperino. I due conducono la balena fino alla barca, ma il mammifero è troppo grosso e pesante e finisce per distruggere la baleniera. I tre atterrano su alcune tavole rimaste e Pippo crede di aver preso la balena, ma è soltanto un pesce. Quando si accorge delle dimensioni della sua preda, Pippo esclama: "Accidenti! Deve essere dimagrita!".

## Distribuzione

### Edizione italiana
Il corto fu distribuito in Italia l'8 aprile 1960 in lingua originale nel programma I guai di Pippo Pluto e Paperino. L'unico doppiaggio italiano conosciuto è quello realizzato dalla Royfilm per la VHS Topolino apprendista scalatore, uscita nel settembre 1994.

### Edizioni home video

#### VHS
America del Nord
- Mickey Mouse and Donald Duck Cartoon Collections Volume 1 (1981)

Italia
- Come divertirsi con Paperino & C. (febbraio 1986)
- Topolino apprendista scalatore (settembre 1994)
- Storie quasi titaniche (ottobre 1998)[3]
- Topolino: un eroe... mille avventure (19 settembre 2000)[4]

#### DVD
Una volta restaurato, il cortometraggio fu incluso nel secondo DVD della raccolta Topolino star a colori, facente parte della collana Walt Disney Treasures e uscita in America del Nord il 4 dicembre 2001 e in Italia il 21 aprile 2004. È stato successivamente inserito, con un nuovo restauro, nel terzo volume della collana dedicata al programma Topolino che risate!, uscito in America del Nord il 14 giugno 2011 e in Italia il 28 settembre.